# Cynolebias constanciae
Cynolebias constanciae é uma espécie de peixe da família Rivulidae.
É endémica do Brasil.